# Randower Kleinbahn
| Kursbuchstrecke: | 113g (1934) 125z (1944/45) |                                           |                                           |
| Streckenlänge: | 48,7 km                    |                                           |                                           |
| Spurweite: | 1435 mm (Normalspur)       |                                           |                                           |
| |                            |                                           |                                           |
| \| \| \| von Szczecin \| \| \| \| 0,0 \| Stobno Szczecińskie (Stöven Kleinbahnhof) \| Stobno Szczecińskie (Stöven Kleinbahnhof) \| \| \| \| nach Bützow \| \| \| \| \| Stobno Szczecińskie Wieś (nur um 1945) \| \| \| \| 3,8 \| Dołuje (Neuenkirchen) \| Dołuje (Neuenkirchen) \| \| \| 5,4 \| Wąwelnica Szczecińska (Wamlitz) \| Wąwelnica Szczecińska (Wamlitz) \| \| \| 8,3 \| Redlica (Marienthal) \| Redlica (Marienthal) \| \| \| 10,2 \| Dobra Szczecińska (Daber) \| Dobra Szczecińska (Daber) \| \| \| 13,6 \| Boeck (Buk) \| Boeck (Buk) \| \| \| 15,4 \| Nassenheider Ziegelei \| Nassenheider Ziegelei \| \| \| 17,3 \| Nassenheide (Rzędziny) \| Nassenheide (Rzędziny) \| \| \| 20,3 \| Stolzenburg (Stolec) \| Stolzenburg (Stolec) \| \| \| \| heutige polnisch-deutsche Grenze \| \| \| \| 22,5 \| Lenzen \| Lenzen \| \| \| 26,1 \| Stolzenburger Glashütte \| Stolzenburger Glashütte \| \| \| 29,7 \| Zopfenbeck \| Zopfenbeck \| \| \| 32,1 \| Hintersee \| Hintersee \| \| \| 34,1 \| Hintersee Nord \| Hintersee Nord \| \| \| 36,8 \| Ludwigshof \| Ludwigshof \| \| \| 40,2 \| Rieth \| Rieth \| \| \| 40,8 \| Mützelburger Waldbahn (bis 1910) \| Mützelburger Waldbahn (bis 1910) \| \| \| \| heutige deutsch-polnische Grenze \| \| \| \| 45,3 \| Albrechtsdorf (Karszno) \| Albrechtsdorf (Karszno) \| \| \| 47,4 \| Neuwarp Kirchhofsweg \| Neuwarp Kirchhofsweg \| \| \| 48,7 \| Neuwarp (Nowe Warpno) \| Neuwarp (Nowe Warpno) \| |                            |                                           |                                           |
| Strecke |                            | von Szczecin                              | von Szczecin                              |
| Bahnhof | 0,0                        | Stobno Szczecińskie (Stöven Kleinbahnhof) | Stobno Szczecińskie (Stöven Kleinbahnhof) |
| Abzweig ehemals geradeaus und nach links |                            | nach Bützow                               | nach Bützow                               |
| Haltepunkt / Haltestelle (Strecke außer Betrieb) |                            | Stobno Szczecińskie Wieś (nur um 1945)    | Stobno Szczecińskie Wieś (nur um 1945)    |
| Bahnhof (Strecke außer Betrieb) | 3,8                        | Dołuje (Neuenkirchen)                     | Dołuje (Neuenkirchen)                     |
| Haltepunkt / Haltestelle (Strecke außer Betrieb) | 5,4                        | Wąwelnica Szczecińska (Wamlitz)           | Wąwelnica Szczecińska (Wamlitz)           |
| Haltepunkt / Haltestelle (Strecke außer Betrieb) | 8,3                        | Redlica (Marienthal)                      | Redlica (Marienthal)                      |
| Bahnhof (Strecke außer Betrieb) | 10,2                       | Dobra Szczecińska (Daber)                 | Dobra Szczecińska (Daber)                 |
| Haltepunkt / Haltestelle (Strecke außer Betrieb) | 13,6                       | Boeck (Buk)                               | Boeck (Buk)                               |
| Haltepunkt / Haltestelle (Strecke außer Betrieb) | 15,4                       | Nassenheider Ziegelei                     | Nassenheider Ziegelei                     |
| Haltepunkt / Haltestelle (Strecke außer Betrieb) | 17,3                       | Nassenheide (Rzędziny)                    | Nassenheide (Rzędziny)                    |
| Bahnhof (Strecke außer Betrieb) | 20,3                       | Stolzenburg (Stolec)                      | Stolzenburg (Stolec)                      |
| Grenze (Strecke außer Betrieb) |                            | heutige polnisch-deutsche Grenze          | heutige polnisch-deutsche Grenze          |
| Haltepunkt / Haltestelle (Strecke außer Betrieb) | 22,5                       | Lenzen                                    | Lenzen                                    |
| Bahnhof (Strecke außer Betrieb) | 26,1                       | Stolzenburger Glashütte                   | Stolzenburger Glashütte                   |
| Haltepunkt / Haltestelle (Strecke außer Betrieb) | 29,7                       | Zopfenbeck                                | Zopfenbeck                                |
| Bahnhof (Strecke außer Betrieb) | 32,1                       | Hintersee                                 | Hintersee                                 |
| Haltepunkt / Haltestelle (Strecke außer Betrieb) | 34,1                       | Hintersee Nord                            | Hintersee Nord                            |
| Haltepunkt / Haltestelle (Strecke außer Betrieb) | 36,8                       | Ludwigshof                                | Ludwigshof                                |
| Bahnhof (Strecke außer Betrieb) | 40,2                       | Rieth                                     | Rieth                                     |
| Kreuzung (Strecken außer Betrieb) | 40,8                       | Mützelburger Waldbahn (bis 1910)          | Mützelburger Waldbahn (bis 1910)          |
| Grenze (Strecke außer Betrieb) |                            | heutige deutsch-polnische Grenze          | heutige deutsch-polnische Grenze          |
| Haltepunkt / Haltestelle (Strecke außer Betrieb) | 45,3                       | Albrechtsdorf (Karszno)                   | Albrechtsdorf (Karszno)                   |
| Bahnhof (Strecke außer Betrieb) | 47,4                       | Neuwarp Kirchhofsweg                      | Neuwarp Kirchhofsweg                      |
| Kopfbahnhof Streckenende (Strecke außer Betrieb) | 48,7                       | Neuwarp (Nowe Warpno)                     | Neuwarp (Nowe Warpno)                     |

Die Randower Kleinbahn AG betrieb die regelspurige Kleinbahnstrecke Stöven–Neuwarp, auch Randower Bahn genannt. Ab 1945 wurde nur noch der Abschnitt von Stöven (nunmehr Stobno Szczecińskie) bis Daber (Dobra Szczecińska) von den Polnischen Staatsbahnen betrieben, die restliche Strecke abgebaut.

## Geschichte

### Bis 1945
Ab 1892 gab es Bemühungen, die Stolzenburger Glashütte von der Bahnstrecke Bützow–Stettin aus an das Eisenbahnnetz anzuschließen. 1895 schließlich wurde in Stettin die Randower Kleinbahn AG gegründet, deren Kapital vom preußischen Staat, der Provinz Pommern, dem Landkreis Randow, der Forstverwaltung und privaten Teilhabern aufgebracht wurde. Mit Bau und Betrieb der Kleinbahn wurde das Unternehmen Lenz & Co. beauftragt. Die Strecke von Stöven bis zur Glashütte wurde am 10. Mai 1897 eröffnet.
Schon bald gab es Planungen, die Strecke nach Ueckermünde zu erweitern, was aber aus Rentabilitätsgründen scheiterte. 1905 kam jedoch eine Verlängerung nach Neuwarp zustande, die zunächst provisorisch am Stadtrand endete und 1906 den Endbahnhof erreichte. Der Anschluss Neuwarps an das Eisenbahnnetz führte zu einem wirtschaftlichen Aufschwung der Gemeinde. Darüber hinaus diente die Bahn der Anbindung der Stolzenburger Glashütte und der Abfuhr von Holz, vor allem aus Hintersee. In Nassenheide waren Anschlussgleise zu einer Brennerei und einer Ziegelei vorhanden. Mehrere Privatanlieger hatten zudem Feldbahnen an die Strecke herangeführt; in Rieth wurde die bis 1910 betriebene Mützelburger Waldbahn gekreuzt.
Die Betriebsführung übernahm 1910 der Provinzialverband Pommern, 1920 die Vereinigung mittelpommerscher Kleinbahnen GmbH und ab 1937 die Landesbahndirektion Pommern. Ab 1939 gehörte die Strecke zu den Pommerschen Landesbahnen, die die Strecke unter der Bezeichnung Randower Bahn führten.
Als 1929 die Glashütte geschlossen wurde, verlor die Bahn ihren wichtigsten Güterkunden. Der zudem aufkommenden Konkurrenz durch Buslinien begegnete man 1928 mit der Eröffnung der bahneigenen Omnibuslinie Stettin–Nassenheide–Stolzenburg–Ueckermünde. Die Beschaffung eines Wismarer Schienenbusses im Jahr 1933 machte auch den Personenverkehr auf der Bahn wieder attraktiver. 1935 beförderte die Bahn 64.312 Personen und 29.003 Tonnen Güter.

### Nach 1945
Ende April 1945 wurde der Bahnbetrieb wegen der vorrückenden Frontlinie eingestellt, konnte aber nach einigen Tagen wieder aufgenommen werden. Da die deutsch-polnische Grenze erst in der Folgezeit festgelegt wurde, blieben die an der Bahn liegenden Orte zunächst Bestandteil der sowjetischen Besatzungszone Deutschlands. Allerdings musste am 8. August 1945 der Betrieb der Bahn erneut eingestellt werden, weil die Strecke von Daber bis Neuwarp als Reparationsleistung zugunsten der Sowjetunion demontiert wurde. Der etwa 10 km lange Abschnitt von Stobno Szczecińskie (zuvor Stöven Kleinbahnhof) bis Dobra Szczecińska (Daber) wurde von den Polnischen Staatsbahnen weiterbetrieben, dabei wurden die Personenzüge nach Szczecin Główny (Stettin Hauptbahnhof) durchgebunden. Auf der Reststrecke endete der Personenverkehr am 2. Juni 1973. Der Abschnitt jenseits von Dołuje (Neuenkirchen) wurde 1987 abgebaut, der verbliebene Streckenteil wurde am 28. November 2000 endgültig stillgelegt. Spätere Überlegungen, die Strecke bis Dobra Szczecińska wiederaufzubauen und sogar bis Police (Pölitz) zu verlängern, zerschlugen sich.
Die Gebäude des Bahnhofs Stolzenburger Glashütte wurden bis 1989 von der Deutschen Reichsbahn verwaltet, alle anderen Liegenschaften der früheren Kleinbahn auf deutschem Gebiet gelangten in das Eigentum der Anliegergemeinden.

## Heutige Nutzung
1993 wurde der Abschnitt Rieth–Hintersee als Radwanderweg hergerichtet. Dabei wurden an den ehemaligen Bahnhöfen Rieth, Ludwigshof, Hintersee Nord und Hintersee Stationsschilder und z. T. nicht authentische Eisenbahnsignale aufgestellt. Auch der Abschnitt zwischen Glashütte (ab Wegekreuzung am Gorinsee) und Rieth kann als Radweg genutzt werden, dort verläuft der Oder-Neiße-Radweg. Auf deutscher Seite blieben zudem das Stationsgebäude in Hintersee und das dreiteilige Gebäudeensemble des Bahnhofs Stolzenburger Glashütte erhalten.
Seit 2016 ist auch auf polnischer Seite ab der Grenzbrücke in der Nähe von Rieth bis nahe Karszno ein asphaltierter Radweg errichtet.